# 6,8 mm Remington SPC

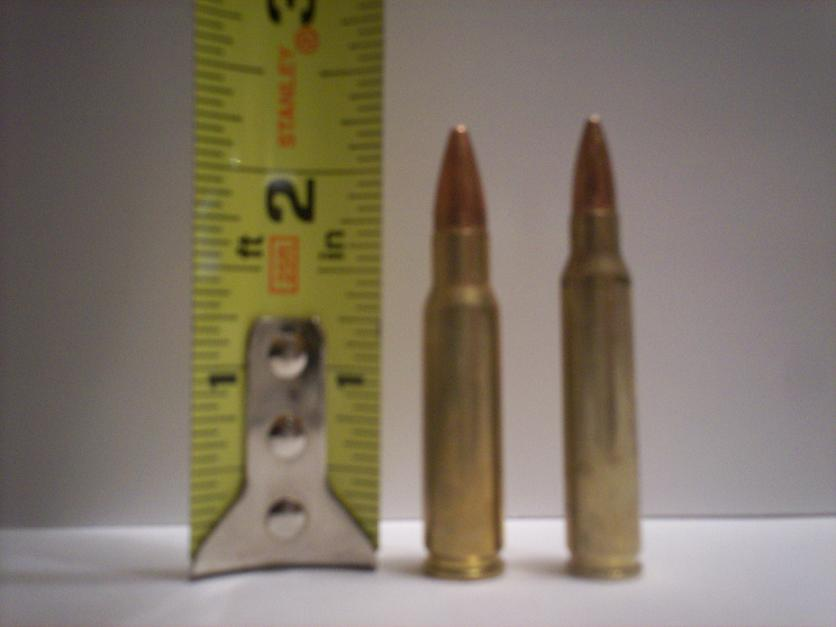
Náboje s měřítkem

Náboj 6,8 mm Remington SPC, též 6,8 × 43, vznikl za spolupráce členů US SOCOM postupným zkoušením munice v rozmezí ráží 6–7 mm. Není bez zajímavosti, že náboj označený jako 280 British se pokoušela zavést britská armáda po druhé světové válce a že s náboji v ráži 278 bylo experimentováno již počátkem 20. století. Je tu jistá možnost, že by náboj zavedla v budoucnu americká armáda, protože je veřejným tajemstvím, že s nábojem 5,56 × 45 mm NATO je již delší dobu nespokojena.
Rychlému rozšíření, obzvláště v Americe, pomáhá nabídka kitů na přestavbu pušek M16 a M4 na tuto ráži a hotové zbraně jako např.: Barret model REC 7 a DPMS Panther™ 6.8mm SPC.

## Popis
Nábojnice je odvozena od náboje .30 Remington a celková délka náboje je srovnatelná s nábojem 5,56 × 45 mm NATO, náboj leží svým výkonem mezi náboji 5,56 × 45 mm NATO a 7,62 × 51 mm NATO. Do zásobníku na 30 ran pušky M16 se vejde 25–28 nábojů 6,8 × 43. Tři americké zbrojovky vyrábějí jak konverzní kity na úpravu pušek M16 a M4 na tuto ráži, tak celé zbraně. Při srovnání s ráží 5,56 × 45 mm NATO náboj ve vzdálenosti 100–300 m vykazuje o 44 % vyšší energii a se zvětšující se vzdáleností rozdíl stoupá.

## Laborace
- 7,45 g (115gr), 800 m/s (2.625 ft/s), 2.348 J
- 5,51g (85gr), 924 m/s (3.030 ft/s), 2.352 J

## Parametry
- Ráže střely: 7 mm
- Délka nábojnice: 42,6 mm
- Průměr nábojnice: 10,7 mm
- Délka náboje: 58,8 mm